# Ердал Арікан
Ердал Арікан (народився у 1958 році) — американо-турецький науковець, професор кафедри електротехніки та електроніки Білкентського університету в м. Анкара (Туреччина).
У 2013 році Ердал Арікан був нагороджений премією Бейкера (англ. IEEE W.R.G. Baker Award) за внесок у вивченні полярних кодів (англ. polar codes). А у грудні 2017 року він був удостоєний медалі Річарда Геммінга 2018 року. У червні 2018 року він отримав премію Шеннона.

## Кар'єра

### Освіта
Ердал Арікан здобув ступінь бакалавра у сфері електротехніки, закінчивши у 1981 році Каліфорнійський технологічний інститут у місті Пасадена (США). Він також здобув ступінь магістра (англ. M.S.) та доктора філософії (англ. Ph.D.), написавши дослідження з електротехніки в Массачусетському технологічному інституті в Кембриджі, в 1982 та 1985 роках, відповідно.

### Академічна освіта
Ердал Арікан почав свою наукову діяльність на посаді доцента в Іллінойському університеті в Урбана-Шампейн, перш ніж повернутися до Туреччини. У 1987 році він перейшов на посаду викладача до Білкентського університету.
У 2008 році Ердал Арікан винайшов полярні коди, систему кодування, яка забезпечує математичну основу для вирішення пробелми пропускної здатності каналу Шеннона. Триденну сесію лекцій з цього питання Ердал Арікан провів у січні 2015 року в Boot Camp інформаційної теорії інституту імені Саймонаса у Каліфорнійському університеті, Берклі, яка доступна також на каналі YouTube. Лекція також розміщена на власній вебсторінці Інституту Саймонаса, яка також включає слайди, використані Ердалом Аріканом у його презентації.
Ердал Арікан з 2012 року працює співробітником Інституту інженерів електротехніки та електроніки (IEEE), і був обраний як заслужений викладач (Distinguished Lecturer) IEEE на 2014—2015 роки.

### Нагороди
У 2010 році Ердал Арікан отримав премію «Society of Theory Society Theory Information» [Архівовано 11 травня 2012 у Wayback Machine.] та наукову премію Sedat Simavi Science Award за вирішення проблем, пов'язаних з побудовою схем кодування, які надсилають інформацію зі швидкістю, що більше відповідає потужності каналів зв'язку. Проблема залишалася невирішеним з тих пір, як теорія інформації була вперше сформульована Клодом Шенноном у 1948 році. Ердал Арікан став лауреатом премії Кадір (англ. Kadir Has Achievement Award) у 2011 році за те саме досягнення. У 2012 році його було призначено співробітником IEEE 
У 2013 році він отримав премію IEEE W.R.G. Бейкер за дослідження питань полярного кодування.
У грудні 2017 році Арікан нагороджений медаллю Річарда Геммінга 2018 року «за внесок у теорію інформації та комунікацій, особливо за відкриття полярних кодів та техніки поляризації». Наступного року було оголошено, що він буде відзначений премією Клода Е. Шеннона у 2019 році.
Huawei вручила Арікану спеціальну нагороду в липні 2018 року, визнавши «його видатний внесок у розвиток комунікаційних технологій». Медаль символізує «важливість нових комунікаційних технологій у просуванні світу вперед».